# Hombergturm
Der Hombergturm ist ein Aussichtsturm auf der dem Homberg südlich vorgelagerten Hochwacht in der schweizerischen Gemeinde Reinach im Kanton Aargau.

## Situation
Der im Jahre 1910 erbaute Turm ist eine Betonfachwerkkonstruktion mit einer Höhe 16,90 Meter. 1991 wurde der Turm renoviert. 91 Treppenstufen in 3 unterschiedlichen Bauweisen führen zur Aussichtsplattform.
In ca. 5–10 Minuten führen Wanderwege vom Parkplatz Ober Flügelberg zum Aussichtsturm.
Vom Turm aus bietet sich eine Rundumsicht vom Uetliberg bis zum Balmhorn. Eine Panoramatafel informiert die Besucher über die mögliche Aussicht.

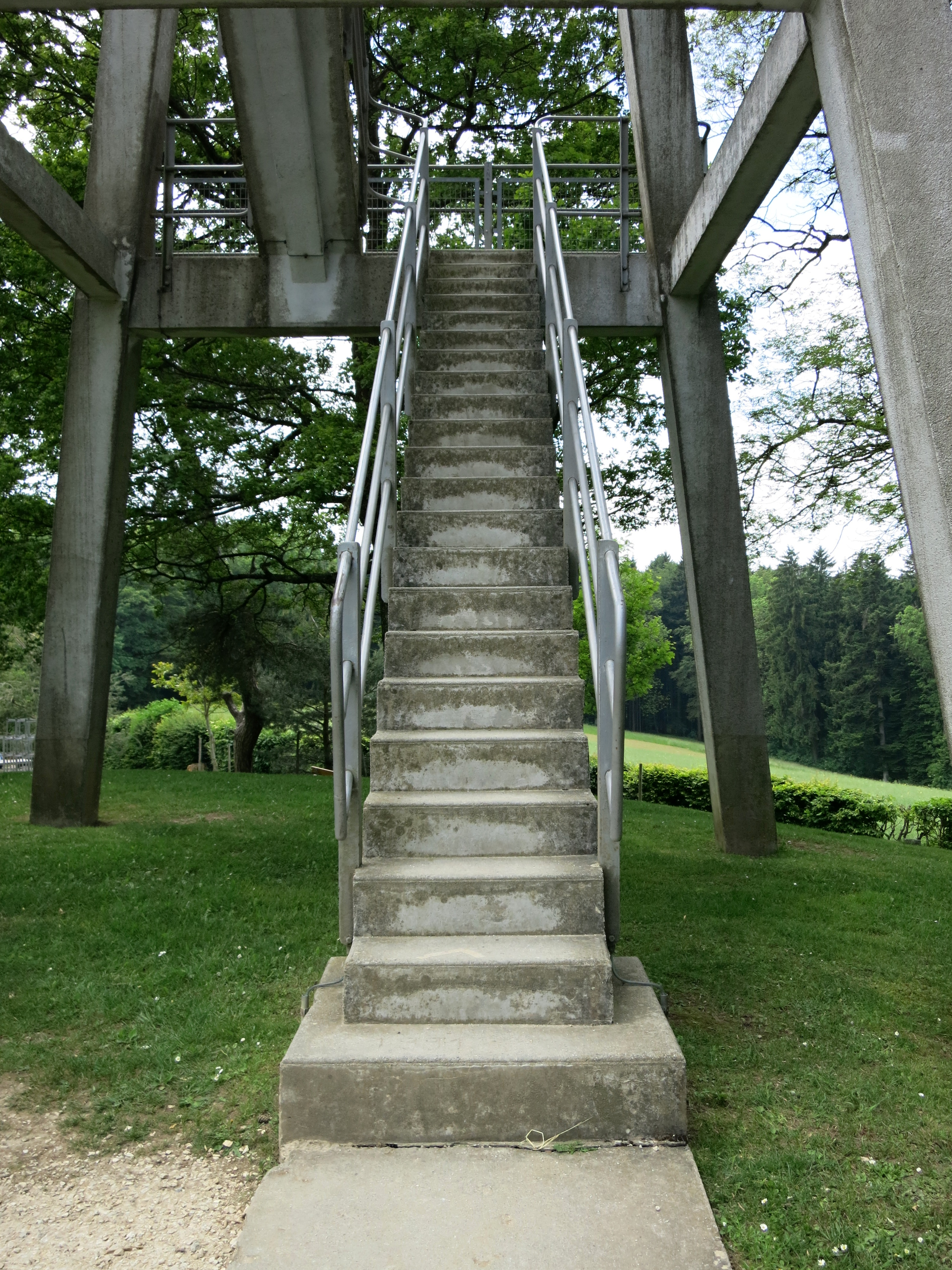
Untere Treppe
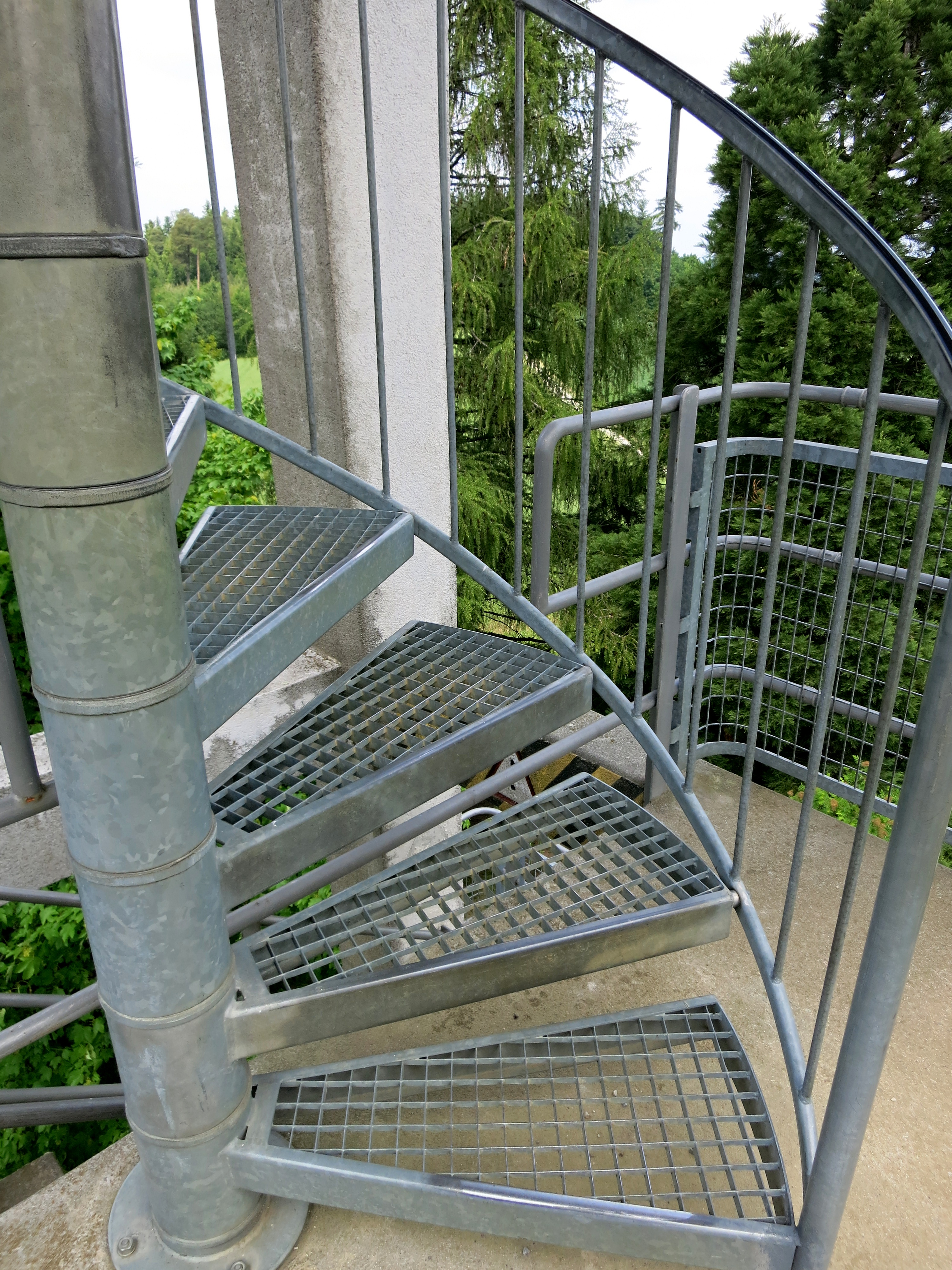
Mittlere Treppe
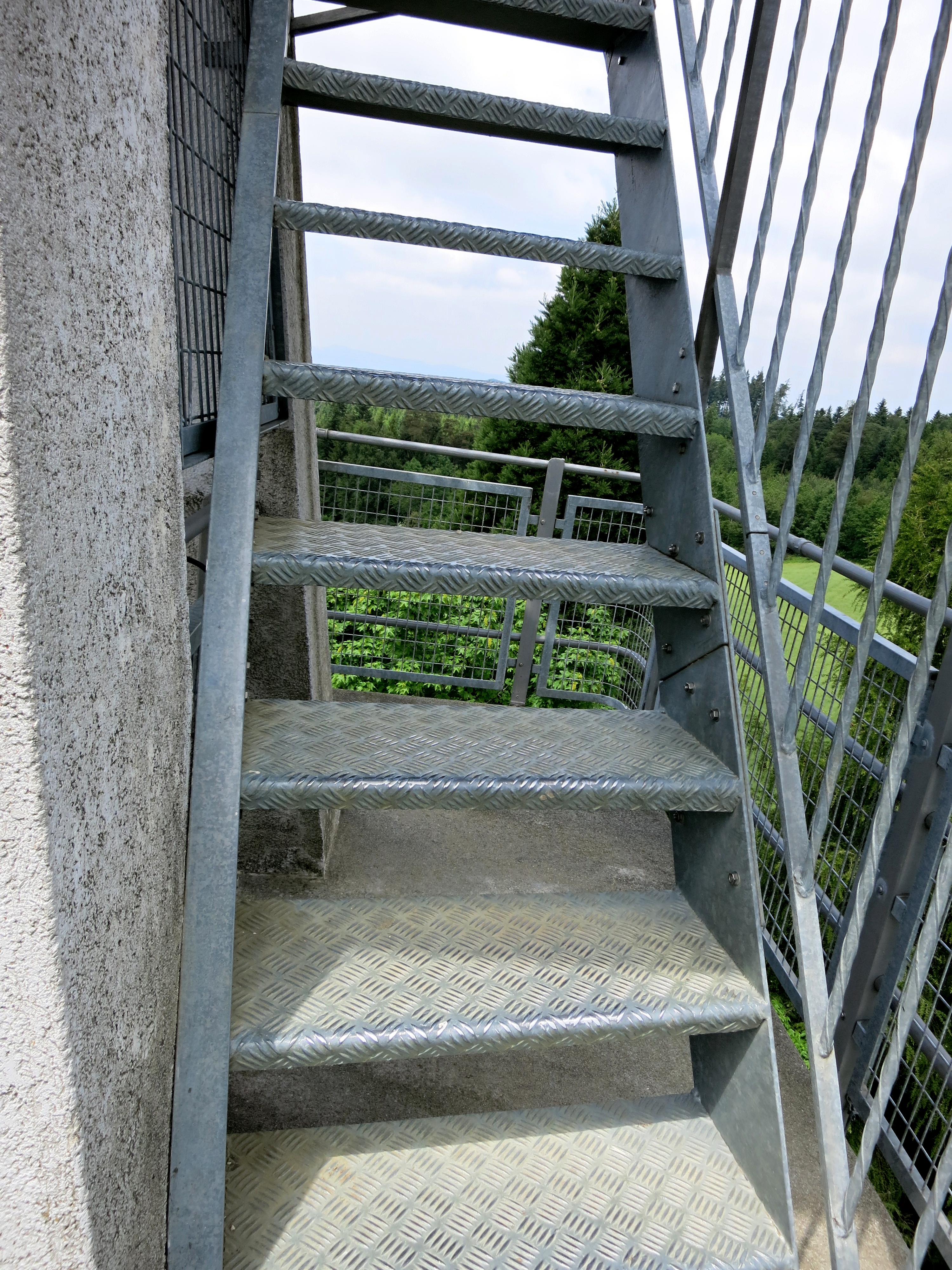
Obere Treppe
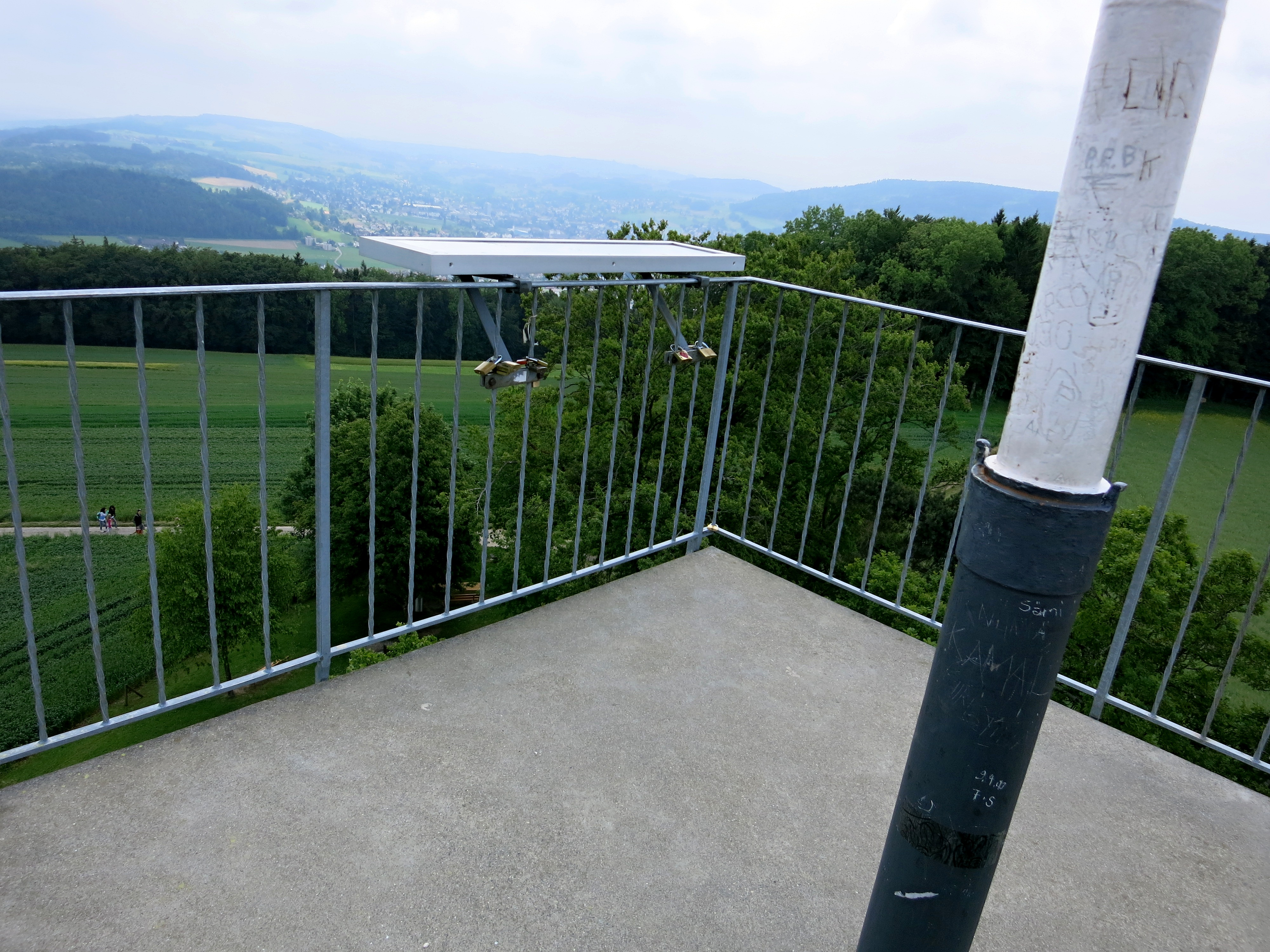
Aussichtsplattform